# Ţās Taghār-e Soflá
Ţās Taghār-e Soflá (persiska: طاس تغار سفلی, طاستغار) är en ort i Iran.   Den ligger i provinsen Östazarbaijan, i den nordvästra delen av landet, 500 km väster om huvudstaden Teheran. Ţās Taghār-e Soflá ligger 1 783 meter över havet och antalet invånare är 131.
Terrängen runt Ţās Taghār-e Soflá är platt västerut, men österut är den kuperad. Runt Ţās Taghār-e Soflá är det ganska glesbefolkat, med 22 invånare per kvadratkilometer. Närmaste större samhälle är Cherteqlū, 11,4 km nordost om Ţās Taghār-e Soflá. Trakten runt Ţās Taghār-e Soflá består i huvudsak av gräsmarker.